# Distretto di Campagna

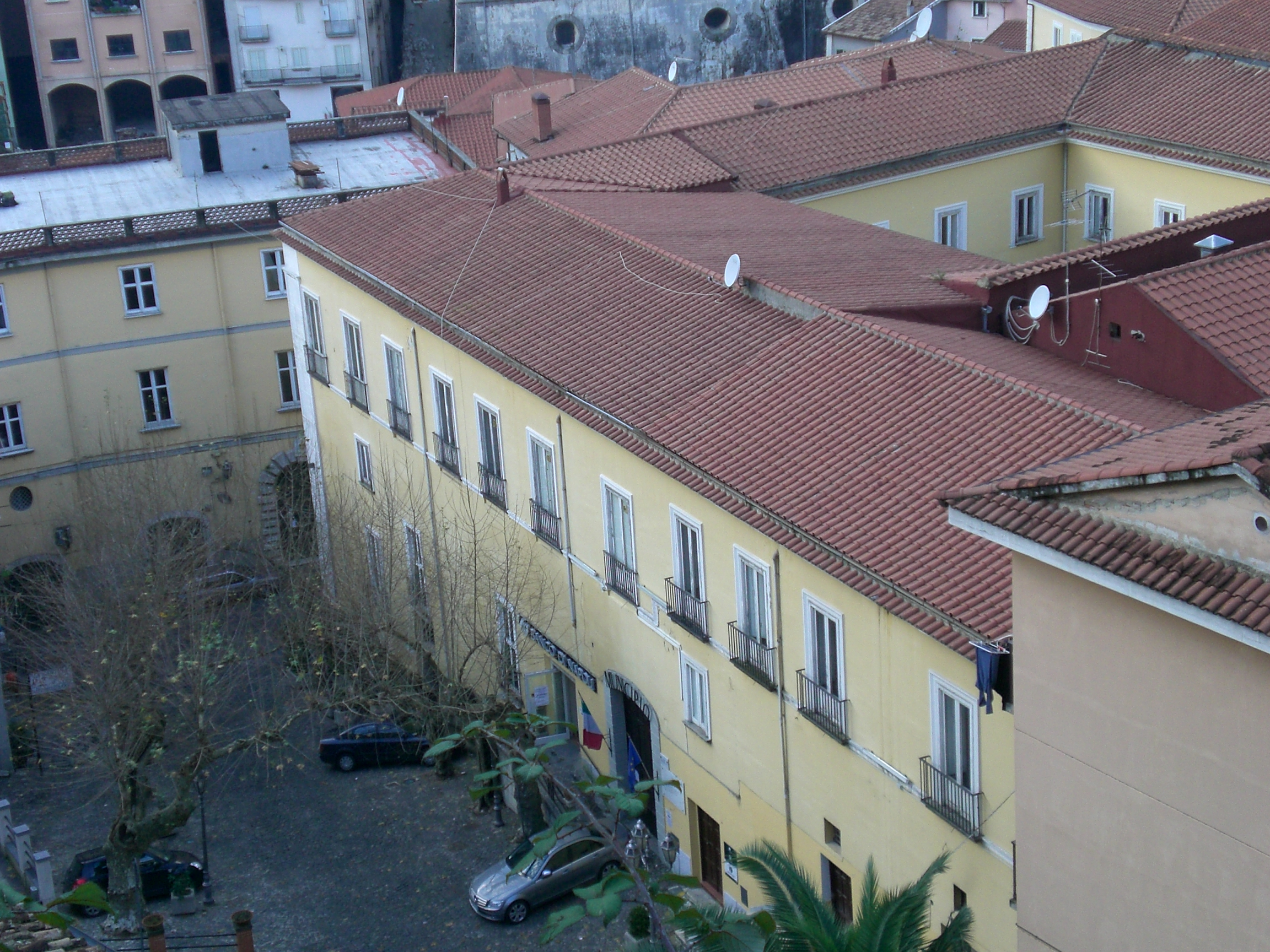
Il Palazzo municipale di Campagna, sede del sottointendente durante il Regno delle Due Sicilie.

Il distretto di Campagna fu una delle suddivisioni amministrative del Regno delle Due Sicilie, subordinate alla provincia di Principato Citra, soppressa nel 1860.

## Istituzione e soppressione
Fu costituito nel 1811 a seguito delle modifiche territoriali subite dal distretto di Salerno e dal distretto di Sala, istituiti con la legge 132 del 1806 Sulla divisione ed amministrazione delle province del Regno, varata l'8 agosto di quell'anno da Giuseppe Bonaparte. Originariamente, infatti, i distretti del Principato Citra erano tre: Salerno, Sala e Bonati. Con la legge 122 del 4 maggio 1811 (emanata da Parigi), però, si ebbe una riorganizzazione amministrativa e territoriale della provincia.
Il distretto di Salerno e quello di Sala vennero ridimensionati, per creare quello di Campagna, mentre fu soppresso il distretto di Bonati e istituito quello di Vallo a cui furono assegnati quasi tutti i comuni dell'ex distretto di Bonati, tranne quest'ultimo e Sanza. Con l'occupazione garibaldina e annessione al Regno di Sardegna del 1860, l'ente fu soppresso. Quasi tutti i comuni rimasero nella provincia di Salerno ad eccezione di quelli del circondario di Calabritto che passarono alla provincia di Avellino.

## Suddivisione in circondari
Il distretto era suddiviso in successivi livelli amministrativi gerarchicamente dipendenti dal precedente. Al livello immediatamente successivo, infatti, individuiamo i circondari, che, a loro volta, erano costituiti dai comuni, l'unità di base della struttura politico-amministrativa dello Stato moderno. A questi ultimi potevano far capo i casali, centri a carattere prevalentemente rurale. I circondari del distretto di Campagna ammontavano a dieci ed erano i seguenti:
- Circondario di Campagna:
Campagna;
- Circondario di Buccino:
Buccino, Ricigliano, Romagnano e San Gregorio;
- Circondario di Calabritto:
Calabritto, Caposele, Quaglietta e Senerchia;
- Circondario di Capaccio:
Capaccio, Albanella, Altavilla, Giungano e Trentinara;
- Circondario di Contursi:
Contursi, Oliveto e Palo[3];
- Circondario di Eboli:
Eboli[4];
- Circondario di Laviano:
Laviano, Castelnuovo, Colliano, Santa Menna e Valva;
- Circondario di Postiglione:
Postiglione, Controne, Galdo, Petina, Serre e Sicignano (con il casale di Terranova);
- Circondario di Roccadaspide:
Roccadaspide, Castelluccia, Castel San Lorenzo e Felitto;
- Circondario di Sant'Angelo a Fasanella:
Sant'Angelo a Fasanella, Aquara, Bellosguardo, Corleto, Ottati e Roscigno.

## Galleria d'immagini

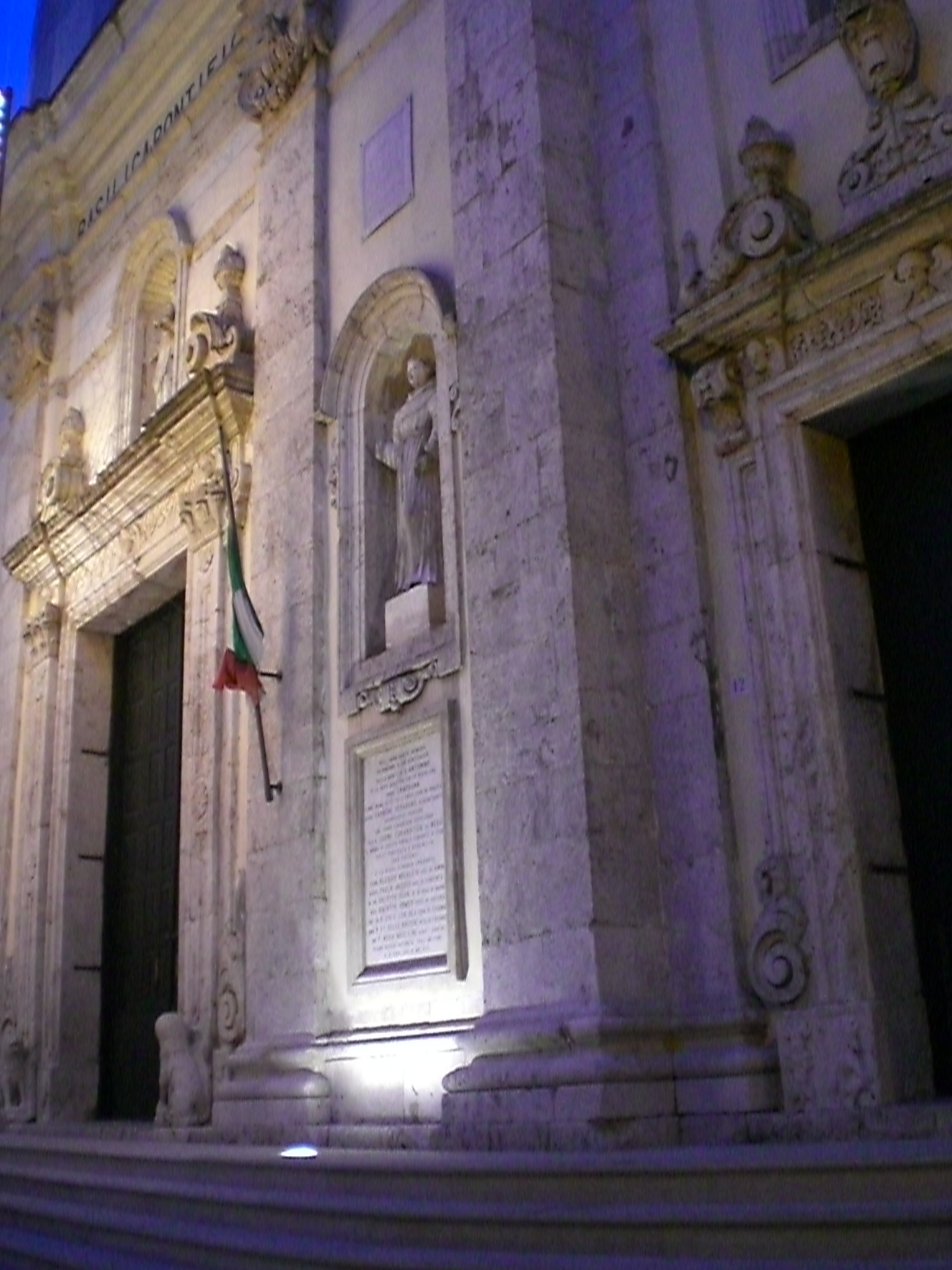
Particolare della facciata della Basilica concattedrale di Santa Maria della Pace
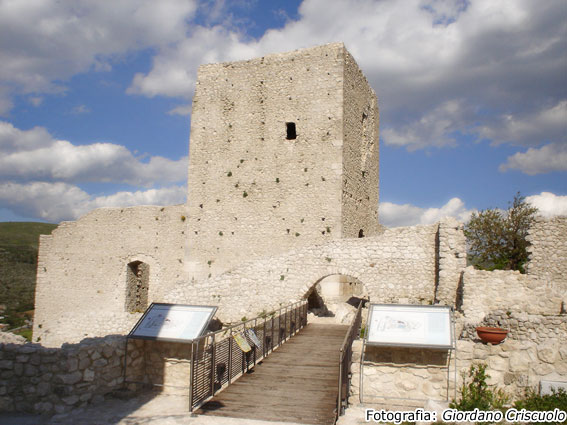
Il castello di Buccino.
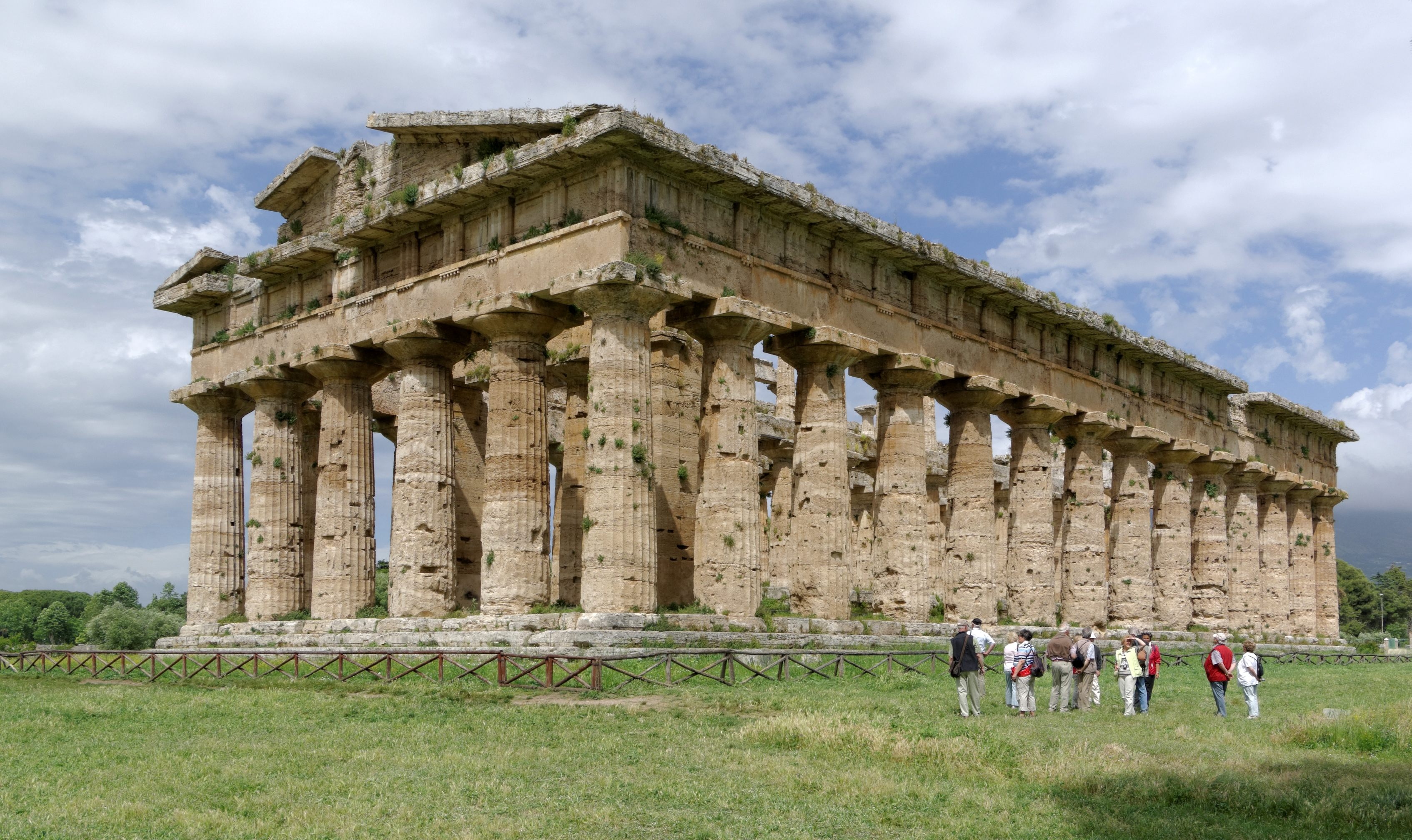
Capaccio: Area archeologica di Paestum, Tempio I di Hera (detto di Nettuno)
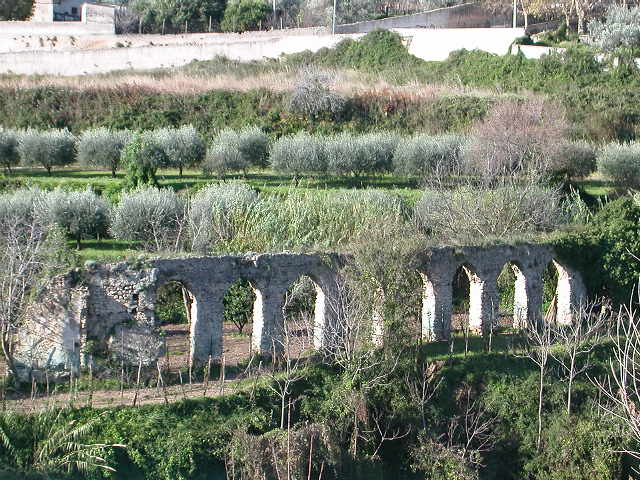
Eboli, acquedotto romano.